# Pražskaja
Pražskaja (in russo:Пражская) è una stazione della metropolitana di Mosca situata sulla Linea Serpuchovsko-Timirjazevskaja, la linea 9 della Metropolitana di Mosca. È stata inaugurata il 6 novembre 1985.